# Callicera fagesii
Callicera fagesii је инсект из реда двокрилаца (Diptera).

## Распрострањење
Ова врста осолике муве (Syrphidae) је распрострањена у већем делу Европе и њен ареал укључује Низоземску, Белгију, Француску, Немачку, Португал, Шпанију, Италију, Грчку, Турску, неке делове бивше Југославије (укључујући Србију) и Туркменистан.

## Опис и станиште
Ово је средње велика осолика мува, дугих антена и прекривена златно-жутим длакама. Станиште ове врсте у Србији се налази на планини Авали, у мешовитим шумама с доминантном буквом.

## Биологија
Животни циклус ове врсте није довољно познат, иако се зна да се одвија у трулежним рупама у деблима. Женке су посматране током прикупљања минерала на блату, у близини потенијалних ларвалних станишта.